# Kližel
Kližel (Penaea) je rod rostlin z čeledi kliželovité. Jsou to keře a polokeře s hustými, tuhými lístky a žlutými nebo purpurovými květy. Rod zahrnuje 4 druhy, rostoucí jako endemity výhradně v jihoafrickém Kapsku.

## Popis
Kližely jsou nízké, bohatě větvené keře nebo polokeře. Mladé větévky jsou čtyřhranné. Listy jsou jednoduché, vstřícné, tuhé, husté a zpravidla překrývající se. Žilnatina je zpeřená. Květy jsou žluté nebo purpurové, pravidelné, oboupohlavné, jednotlivé v úžlabí listovitých listenů. Korunní trubka je válcovitá, někdy se k bázi i k ústí poněkud zužující, mnohem delší než laloky. Tyčinky jsou asi stejně dlouhé jako korunní laloky, s krátkými nitkami. Prašníky jsou spojené dužnatým spojidlem. Semeník je svrchní, se 4 komůrkami obsahujícími po 2 až 4 vajíčkách. Čnělka nese 4 podélná blanitá křídla. Plodem je tobolka pukající 4 chlopněmi.

## Rozšíření
Rod kližel zahrnuje 4 druhy. Vyskytují se jako endemity pouze v Kapsku v Jihoafrické republice. Areál zahrnuje jih a jihozápad Západního Kapska a jih Východního Kapska.

## Taxonomie
Nejblíže příbuznými rody jsou podle výsledků fylogenetického výzkumu rody Stylapterus a Brachysiphon.